# Elatine
Genre
Classification APG III (2009)
Elatine est un genre de plantes à fleurs de la famille des Elatinaceae. Ce sont des plantes herbacées.

## Liste d'espèces
Selon NCBI (28 nov. 2017) :
- Elatine alsinastrum
- Elatine ambigua
- Elatine americana
- Elatine brachysperma
- Elatine brochonii
- Elatine californica
- Elatine campylosperma
- Elatine chilensis
- Elatine ecuadoriensis
- Elatine fassettiana
- Elatine gracilis
- Elatine gratioloides
- Elatine gussonei
- Elatine heterandra
- Elatine hexandra
- Elatine hungarica
- Elatine hydropiper
- Elatine lorentziana
- Elatine macrocalyx
- Elatine macropoda
- Elatine madagascariensis
- Elatine minima
- Elatine obovata
- Elatine ojibwayensis
- Elatine orthosperma
- Elatine peruviana
- Elatine rotundifolia
- Elatine rubella
- Elatine triandra

Selon ITIS (28 nov. 2017) :
- Elatine ambigua Wight
- Elatine americana (Pursh) Arn.
- Elatine brachysperma A. Gray
- Elatine californica A. Gray
- Elatine chilensis Gay
- Elatine heterandra H. Mason
- Elatine hydropiper L.
- Elatine minima (Nutt.) Fisch. & C.A. Mey.
- Elatine ojibwayensis Garneau
- Elatine rubella Rydb.
- Elatine triandra Schkuhr

Selon The Plant List (1 mai 2015) :
- Elatine alsinastrum L.
- Elatine ambigua Wight
- Elatine americana (Pursh) Arn.
- Elatine brachysperma A.Gray
- Elatine brochonii Clavaud
- Elatine californica A.Gray
- Elatine ecuadoriensis Molau
- Elatine fassettiana Steyerm.
- Elatine fauquei Monod
- Elatine glaziovii Nied.
- Elatine gratioloides A.Cunn.
- Elatine gussonei (Sommier) Brullo, Lanfr., Pavone & Ronsisv.
- Elatine heterandra H.Mason
- Elatine hexandra (Lapierre) DC.
- Elatine hungarica Moesz
- Elatine hydropiper L.
- Elatine lindbergii Rohrb.
- Elatine lorentziana Hunz.
- Elatine macrocalyx Albr.
- Elatine macropoda Guss.
- Elatine madagascariensis H.Perrier
- Elatine minima (Nutt.) Fisch. & C.A.Mey.
- Elatine ojibwayensis Garneau
- Elatine paramoana Schmidt-M. & Bernal
- Elatine peruviana Baehni & J.F.Macbr.
- Elatine rotundifolia Laegaard
- Elatine rubella Rydb.
- Elatine triandra Schkuhr